# Mi’ar
Mi’ar (arab. ميعار) – nieistniejąca już arabska wieś, która była położona w Dystrykcie Akki w Mandacie Palestyny. Wieś została wyludniona i zniszczona podczas I wojny izraelsko-arabskiej, po ataku Sił Obronnych Izraela 15 lipca 1948 roku.

## Położenie
Mi’ar leżała na granicy Dolnej i Górnej Galilei. Według danych z 1945 roku do wsi należały ziemie o powierzchni 1078,8 ha. We wsi mieszkało wówczas 770 osób.
| Własność gruntów | Powierzchnia gruntów [ha] |
| ---------------- | ------------------------- |
| Arabowie         | 1078,5                    |
| Żydzi            | 0                         |
| publiczne        | 0,3                       |
| Razem            | 1078,8                    |

| Rodzaj użytkowanych gruntów | Arabowie [ha] | Żydzi [ha] |
| --------------------------- | ------------- | ---------- |
| uprawy oliwek               | 36,1          | 0          |
| uprawy nawadniane           | 11,3          | 0          |
| uprawy zbóż                 | 287,8         | 0          |
| nieużytki                   | 776,0         | 0          |
| zabudowane                  | 3,7           | 0          |

## Historia
W czasach krzyżowców tutejszą wieś nazywano Myary. W 1596 roku w Mi’ar żyło 55 mieszkańców, którzy płacili podatki z upraw pszenicy, jęczmienia, owoców, hodowli kóz i uli. W okresie panowania Brytyjczyków Mi’ar była średniej wielkości wsią. We wsi znajdowała się szkoła podstawowa dla chłopców.
Podczas arabskiego powstania w Palestynie (1936–1939) mieszkańcy Mi’ar wzięli udział w zajściach przeciwko brytyjskim władzom Mandatu Palestyny. W ramach akcji odwetowej, w październiku 1938 brytyjskie oddziały prawie całkowicie zniszczyły wieś. Podczas I wojny izraelsko-arabskiej we wsi stacjonowały siły Arabskiej Armii Wyzwoleńczej, które paraliżowały żydowską w komunikację w rejonie. Według izraelskiego historyka Ilana Pappé, 20 czerwca 1948 roku izraelscy żołnierze wkroczyli do wsi Mi’ar strzelając do wszystkich wieśniaków. Zabili w ten sposób 40 osób, a następnie zniszczyli domy. Mieszkańcy powrócili jednak do swojej zniszczonej wsi. Podczas operacji „Dekel” w dniu 15 lipca 1948 wieś Mi’ar ponownie zajęły siły izraelskie. Wysiedlono wówczas jej mieszkańców, a wszystkie domy wyburzono.

## Miejsce obecnie
Na terenach wioski Mi’ar powstał w 1974 roku moszaw Ja’ad. Pola uprawne zajęła utworzona w 1953 roku wieś komunalna Segew. Palestyński historyk Walid Chalidi, tak opisał pozostałości wioski Mi’ar: „Na miejscu pozostają niektóre zniszczone kamienne ściany, proste groby, oraz drzewa figowe i oliwne”.